# Пилис
Пи́лис (ранее Пилюза) — река в России, протекает по Московской и Рязанской областях. Правый приток Мечи.
Длина реки — 30 км, площадь водосборного бассейна — 100 км². Берёт начало у деревни Саблино городского округа Зарайск. Течёт на восток. Пересекает автодорогу «Урал». Устье реки находится в 5 км по правому берегу реки Мечи около деревни Новое Батурино.
Крупных притоков река не имеет. Вдоль течения реки расположены населённые пункты Саблино, Клин-Бельдин, Городище, Тюнино, Волохово, Лучканцы, Носово-2, Марьина Гора, Срезнево и Глебково.
По данным Государственного водного реестра России, относится к Окскому бассейновому округу. Речной бассейн — Ока, речной подбассейн — бассейны притоков Оки до впадения Мокши, водохозяйственный участок — Ока от города Коломны до города Рязани.